# Damalis kassebeeri
Damalis kassebeeri är en tvåvingeart som beskrevs av Geller-grimm 1997. Damalis kassebeeri ingår i släktet Damalis och familjen rovflugor. Inga underarter finns listade i Catalogue of Life.